# Stazione di Clonsilla
La stazione di Clonsilla è una stazione ferroviaria che fornisce servizio a Clonsilla, contea di Dublino, Irlanda. Fu aperta il 1º settembre 1848. Attualmente le linee che vi passano sono il Western Commuter della Dublin Suburban Rail e la linea 1 della Dublin Area Rapid Transit.

## Caratteristiche
Su trova sulla linea di treni pendolari che collegano Dublino a Longford. Il passaggio a livello è azionato dalla cabina in cui sono gestiti anche i semafori e gli scambi. La stazione è una delle quattro del Western Commuter che sono diventate subito parte della linea dalla sua creazione nel 1981. Le altre sono quelle di Ashtown, Leixlip Louisa Bridge e Maynooth. La stazione fu chiuso al traffico di merci il 17 giugno 1963. Il ponte pedonale della stazione fu trasportato qui da Listowel, non appena fu chiusa la linea e in seguito la stazione del comune in questione. Nel 2000 la stazione fu rinnovata: venne realizzata una nuova costruzione e allungate le banchine.

## Servizi
- Servizi igienici
- Capolinea autolinee
- Biglietteria a sportello
- Biglietteria self-service
- Distribuzione automatica cibi e bevande

## Interscambi
- Bus: bus n. 39 da Clonsilla Road al centro della città (Burgh Quay) attraverso lo Blanchardstown Shopping Centre.